# 杨乐
杨乐（1939年11月10日—2023年10月22日），男，江苏南通人，中国数学家，中国科学院院士，华罗庚数学奖得主。

## 生平
杨乐1956年毕业于江苏省南通中学，1962年毕业于北京大学数学力学系（六年制），同年与张广厚一同考入数学家熊庆来教授门下，进行复分析研究。
1962年12月，杨乐入学刚三个月，就写出论文“亚纯函数及函数组合的重值，获得了精密和深刻的 结果，发表在1964年第二季度的《数学学报》上。1964年，杨乐与张广厚对平面区域内的全纯函数族做了出色的研究，获 得了新的正规定则，发表在次年的《中国科学》上。1969年，David Drasin在Ａcta Math（美国数学学报）发表的文章指出，杨、张的定理解决了 Ｗalter Ｋ. Hayman提出的一个问题。直到1975年秋，杨乐通过在美国的亲属的联系，获得 Hayman报告的 复制件，才获知原来的问题。1975-1976年，他同张广厚合作，通过对整函数与亚纯函数亏值与波莱尔方向的深入研究，证明了张杨定理，建立了这两个基本概念之间具体地联系。除此之外，他们用构造性方法完整地解决了亚纯函数奇异方向的分布规律问题，即给出了具有指定波莱尔方向的亚纯函数的构造。他的专著《值分布论及其新研究》总结了当时国内外值分布论研究的最新进展与成果，大多数内容首次被写入书中，该书已成为该领域的权威性文献，至今仍被国内外同行大量引用。
20世纪70年代末，中国数学会在文化大革命后恢复活动，举行大会。杨乐应邀出席，并在大会做主要学术报告，当选为常务理事。杨乐担任中国数学会秘书长期间，为中国数学会加入国际数学联盟做出了重要贡献。1985年，杨乐以中国数学会秘书长的身份主持筹备了学会五十周年的大型学术会议，在大会上作学术报告。20世纪80年代后期，数学会换届，杨乐提出学会领导任期及年轻化的具体建议，获得广泛认同，写入会章，并沿用至今。1993年4月，丘成桐提出在中国举办国际数学家大会的倡议，当时担任数学会理事长的杨乐，撰写报告，直接呈送主管科教的李岚清副总 理，获得大力支持，原则上解决了东道国必须准备100万美元的会议经费问题。1994年，杨乐出席在瑞士卢塞恩举行的国际数学联盟成员国代表会议，并做了中国数学的发展与办会有利条件的精彩发言，为成功申办2002国际数学家大会打下了基础。 
1980年当选为中国科学院数学物理学部学部委员。1982年担任中国科学院数学研究所副所长，1987年任所长。1992年出任中国数学会理事长。1995年5月27日，当选为中国科学技术协会第四届全国委员会常务委员。1996年创建中国科学院晨兴数学中心。1997年，获得华罗庚数学奖，陈嘉庚奖数理科学奖。2001年6月，中国科学技术协会第六次全国代表大会召开，并选举其出任第六届全国委员会荣誉委员。1998年出任中国科学院数学与系统科学研究院首任院长。2022年获得世界华人数学家大会(ICCM)数学贡献奖。 
2023年10月22日，杨乐因病医治无效，于14时34分在北京逝世，享年83岁。

## 家庭
妻子黄且圆。岳父黄万里为水利专家。父亲杨敬渊。母亲周静娟。